# Volvo Duett
La Volvo 445 Duett è la versione familiare del modello "PV 444" e venne introdotta dalla Volvo il 4 giugno 1953.

## Il contesto
Dopo aver reso disponibile a carrozzerie e allestitori la versione solo chassis della sua nuova berlina presentata nel 1947, la casa automobilistica svedese decise di produrre in proprio questa versione, ai tempi non ancora molto diffusa e che negli anni successivi sarà destinata a far conoscere Volvo nel mondo.
Anche il nome scelto, Duett, voleva ricordare al pubblico la possibilità di utilizzare il veicolo nella duplice funzione di mezzo da lavoro con una possibilità di carico maggiore rispetto alla classica berlina, senza perdere però la possibilità dell'uso classico di una autovettura.
Della PV la Duett manteneva il frontale, gli interni e le sospensioni anteriori, mentre le sospensioni posteriori erano invece a balestra.
Durante la sua carriera ebbe le sigle di PV445 (derivata dalla PV444) e P210 (derivata dalla PV544). Le due versioni seguirono gli sviluppi estetici e di motorizzazioni delle PV da cui derivavano.
Uscì di produzione l'11 febbraio 1969, quasi quattro anni dopo la versione berlina da cui era nata, e fu sostituita dalla Volvo 145 Express che era in produzione ormai da un paio di anni e che derivata a sua volta dalla berlina Volvo 144.
Fra le peculiarità della Duet vi fu quella di essere utilizzata per lungo tempo quale modello principale scelto per la conversione in EPA-traktor, un particolare tipo di veicolo derivato dalla fusione tra un trattore ed un Pick-up, sviluppato in Svezia durante il Ventesimo secolo.